# Вірполдерс
Вірполдерс (нід. Vierpolders) — село в нідерландській провінції Південна Голландія. Входить до муніципалітету Ворне-ан-Зе.
Його площа становить 10,37 км², а населення станом на 2021 рік складало 1 820 осіб.
Перша згадка про населений пункт датується 1843 роком.
До 1980 року мало статус окремого муніципалітету.

## Галерея

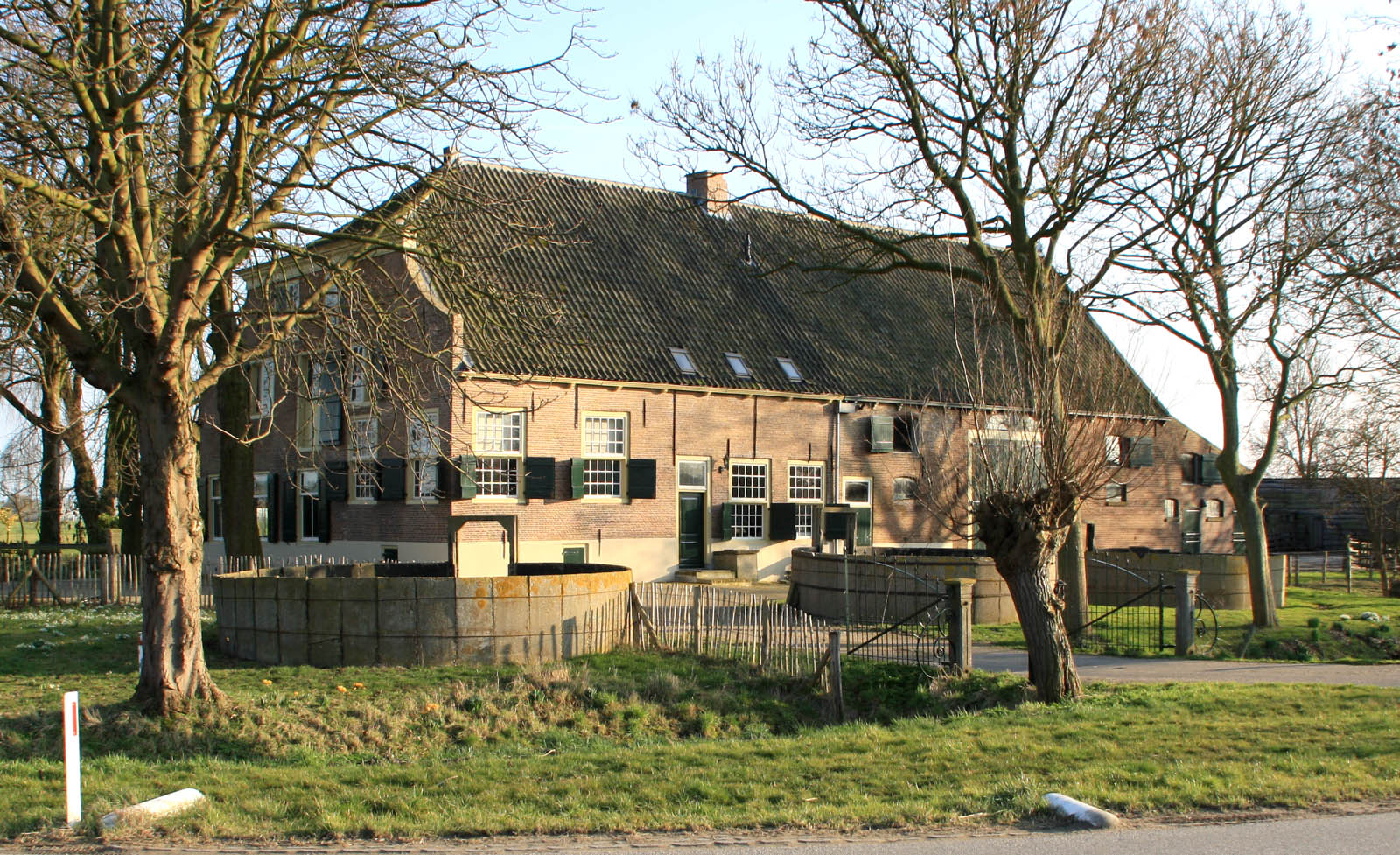
Ферма Esterenburch
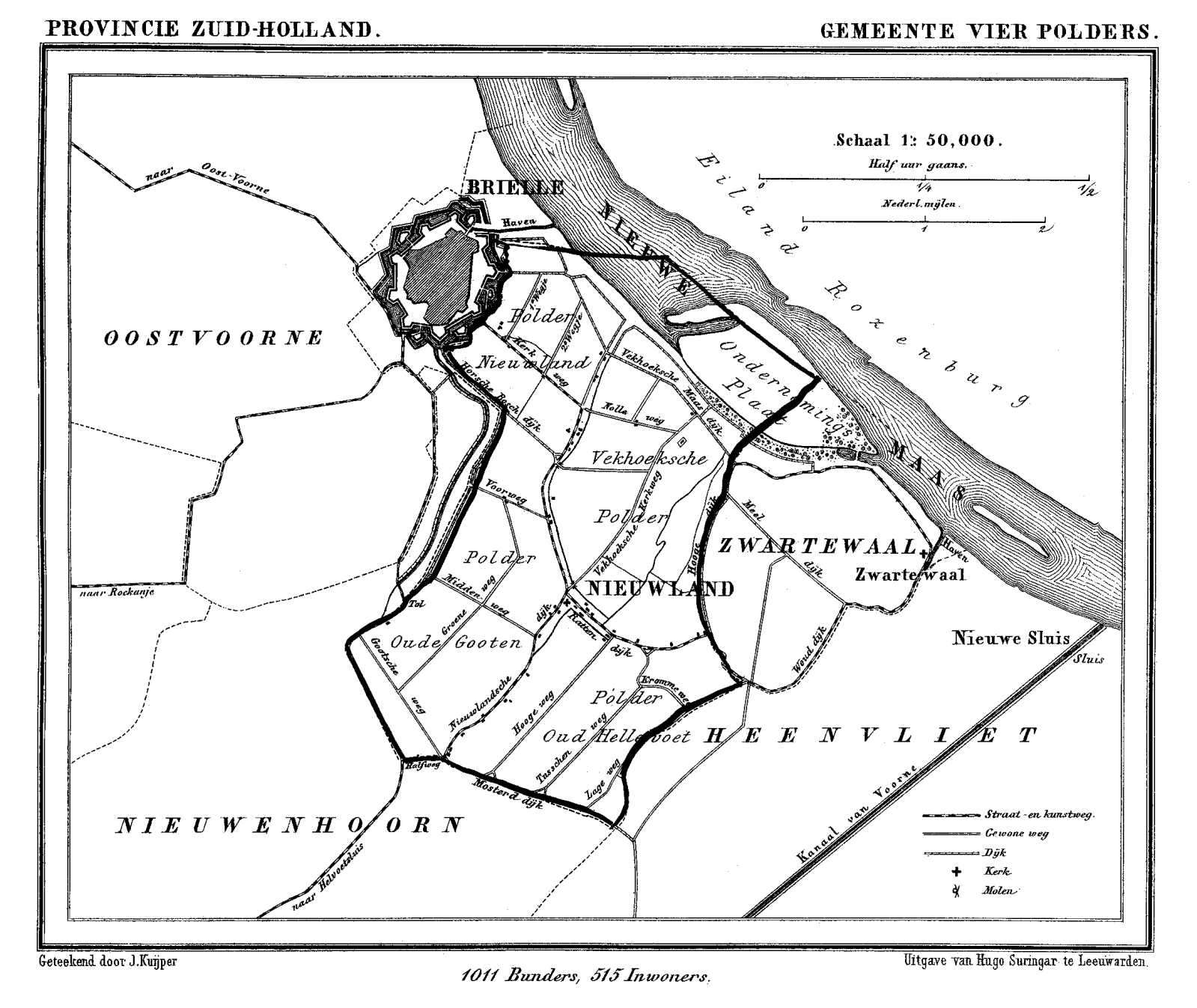
Історична мапа Вірполдерса (1867)